# Chaerilus laevimanus
Espèce
Chaerilus laevimanus est une espèce de scorpions de la famille des Chaerilidae.

## Distribution
Cette espèce se rencontre en Malaisie au Sabah et au Sarawak et en Indonésie au Kalimantan et à Belitung,.

## Description
L'holotype mesure 41 mm.
Chaerilus laevimanus mesure de 42 à 52,3 mm.

## Publication originale
- Pocock, 1899 : Descriptions of some new species of scorpions. Annals and Magazine of Natural History, sér. 7, vol. 3, p. 411–420 (texte intégral).